# رافاييل بآسيو
رافاييل بآسيو (Rafael Paasio؛ أوسكيلا، 6 يونيو 1903 - توركو، 17 مارس 1980) سياسي فنلندي بارز وكاتب الحزب الاشتراكي الديمقراطي. تولى منصب رئيس وزراء فنلندا مرتين.
اتصل بآسيو في سن مبكرة مع الحركة العمالية الاشتراكية الديمقراطية. انتخب بآسيو للبرلمان سنة 1948. كان قبل ذلك قد شارك في سياسة توركو البلدية ومنذ 1942 رئيساً لتحرير صحيفة تورون بايفالهتي. ترأس بآسيو الحزب الاشتراكي الديمقراطي من 1963 حتى 1975 ، وشغل منصب رئيس الوزراء مرتين 1966-1968 و 1972 ، كما رأس البرلمان مرتين. كل من ابنه بتري بآسيو وحفيدته هيلي بآسيو كانوا أعضاء بالبرلمان.

## روابط خارجية
- رافاييل بآسيو على موقع IMDb (الإنجليزية)
- رافاييل بآسيو على موقع الموسوعة البريطانية (الإنجليزية)
- رافاييل بآسيو على موقع مونزينجر (الألمانية)